# Beauty and a Beat
"Beauty and a Beat" é o terceiro single do terceiro álbum de estúdio do cantor canadense Justin Bieber, intitulado Believe. A canção conta com a participação da rapper, Nicki Minaj e foi composta por esta, Max Martin, Anton Zaslavski e Savan Kotecha. A faixa é instrumentalmente completa com uma bateria eletrônica junto com sintetizadores. É a única música do disco em que Bieber não co-escreveu.
Após o lançamento do disco, "Beauty and a Beat" estreou na posição 72ª na Billboard Hot 100, devido a fortes números de downloads digitais. Após o lançamento do videoclipe do single, a canção reentrou na Billboard Hot 100, e até agora atingiu um pico de número 5ª. Ele também estreou na Canadian Hot 100 na posição 47ª.

## Antecedentes e composição
A canção foi escrito por Max Martin, Anton Zaslavski, Savan Kotecha, e Onika Maraj para o terceiro álbum de estúdio de Bieber, Believe (2012). Maraj, conhecida pelo seu nome artístico, Nicki Minaj, fornece vocais na canção. Bieber, depois, falou sobre a colaboração com Minaj, dizendo: "eu queria uma rapper feminina e eu acho que ela é a melhor escolha, porque que eu senti que ela se encaixava perfeitamente na música"
"Beauty and a Beat" é uma faixa electropop, com elementos de R&B e contém uma duração de três minutos e 48 segundos. Sarah Deen do Metro descreveu a canção como, "uma pista de dança frenética" enquanto Jon Dolan  da Rolling Stone, chamou a canção de "Disco Inferno". A canção contém ritmo acelerado com batidas de bateria e uma complemento de Acid House com o baixo. A cantora Selena Gomez é referenciada na canção durante as falas de rap de Minaj.

## Crítica profissional
A recepção crítica para a canção foi mista. Muitos críticos contemporâneos elogiou a tentativa de Bieber para atingir um público geralmente não interessado em sua música, enquanto outros criticaram suas letras de rap e a participação de Minaj na canção. Andy Gill do The Independent listou a canção em sua categoria durante uma revisão do álbum Believe. Laura Sassano comentou sobre a música, dizendo: "A nova canção continua sendo a busca de Justin para crescer e ser tomado mais a sério como artista". Becca Longmire do Entertainmentwise, sentiu que a música foi impressionante, ela também observou as vibrações de R&B e comparou a canção com o trabalho anterior de Bieber "Baby".

## Videoclipe
O vídeo da música estreou no VEVO em 12 de outubro de 2012. Possui Bieber em uma festa, com a maioria das cenas que acontecem em uma piscina em Raging Waters em San Dimas, Califórnia.

## Sinopse
Durante o vídeo, Justin está usando uma camisa preta e está praticamente fazendo um vídeo selfie com a câmera enquanto canta a canção. Ele passa entre algumas pessoas e numa mesa de Ping pong está escrito: Beauty And A Beat, e alguns dos nomes dos diretores do vídeo. Bieber continua andando e após o refrão executa uma coreografia com os seus dançarinos na parte instrumental eletrônica da música. A cena passa para debaixo d'água e Bieber sobe para cima. Enquanto ele anda as pessoas saem de trás dele e em seguida Minaj aparece com uma roupa rosa que parece um tutu de bailarina e de cabelo loiro com rosa cantando seu verso. Ela continua a interagir com a câmera, Bieber tira Minaj da cena quando seu verso acaba e ela manda um beijo para a câmera. O vídeo volta ao seu normal e termina com Bieber na frente da câmera.

## Lista de faixas
| Download digital |                     |                                              |         |  |
| N.º              | Título              | Compositor(es)                               | Duração |  |
| 1.               | "Beauty and a Beat" | Nicki Minaj, Savan Kotecha, Max Martin, Zedd | 3:48    |  |

Justin também usa calça jeans e tênis brancos durante as filmagens dentro da piscina.

## Desempenho
| País/Parada (2012)                    | Melhor posição |
| ------------------------------------- | -------------- |
| Austrália - ARIA Charts               | 9              |
| Áustria - Ö3 Austria Top 75           | 42             |
| Bélgica - Ultratop (Flandres)         | 23             |
| Bélgica - Ultratop (Valônia)          | 36             |
| Brasil (Brasil Hot 100 Airplay)       | 46             |
| Brasil (Billboard Brasil Hot Pop)     | 16             |
| Canadá - Canadian Hot 100.            | 4              |
| Estados Unidos - Billboard Hot 100    | 5              |
| Estados Unidos - Hot Dance Club Songs | 1              |
| Reino Unido - UK Singles Chart        | 16             |